# Jacques de la Palice
Jacques II de Chabannes de La Palice (La Palice, hoy Lapalisse, 1470 (?) – Pavía, 24 de febrero de 1525) fue un noble francés, señor de La Palice, Pacy, Chauverothe, Bort-le-Comte y Le Héron, además de Mariscal de Francia.

## Vida
Hijo de Jacques I de Chabannes y de su segunda mujer, Charlotte de Prie, con apenas quince años entró al servicio del rey Carlos VIII, último de la dinastía directa de los Valois como enfant d’honneur.
Recibió su bautismo de fuego en la batalla de Saint-Aubin-du-Cormier (2 de julio de 1488), derrotando a los bretones. En enero de 1492 contrajo nupcias con Marie de Montberon, hija del chambelán y consejero real Eustache, que le dará un hijo. Al año siguiente siguió al rey en su aventura italiana en la Primera Guerra de Italia, que respondía a la petición de auxilio de Ludovico il Moro, y combatió en Valenza, Tortona y Alessandria (las tres en Piamonte. En 1495, retirándose el rey, con el ejército ya en Francia, participó en la batalla de Fornovo. En 1502, durante la segunda guerra de Nápoles, fue nombrado Virrey de los Abruzos. En 1503 en la batalla de Ruvo salió derrotado por Gonzalo Fernández de Córdoba, que le hizo preso para liberarlo poco después, en trueque por Antonio de Cardona. Al año siguiente murió su esposa.
En 1509 participó en la batalla de Agnadello, con victoria francesa. En 1515, ya con Francisco I como rey y nombrado por él Mariscal de Francia, realizó una incursión por el inaccesible paso de la Maddalena contra las tropas papales acantonadas en Villafranca, consiguiendo capturar a su líder, Prospero Colonna. Ese mismo año, protagonizó la victoria francesa en Marignano, ganando el Milanesado para Francia a los suizos.
En 1522 fue enviado a recuperar Milán, que había caído en manos del Sacro Imperio Romano Germánico en 1521, que contaba con los servicios de Colonna al mando general del ejército. Ocupó Milán, pero se vio obligado a abandonarlo de nuevo ante el avance de Colonna y Fernando de Ávalos, que lo recapturaron, y fue derrotado por ellos en Bicoca, donde luchó al mando de Odet de Lautrec. Murió en combate por el control del ducado milanés en la batalla de Pavía el 25 de febrero de 1525. Según la tradición, se rindió al caballero imperial Giambattista Castaldo, pero el arcabucero español Buzarto, que decía haberlo arrestado primero, asesinó al francés al no poder quedarse con su custodia.

## Lapalissade
El término lapalissade en francés , lapalissada en portugués y lapalissiano en italiano es equivalente al castellano "perogrullada", es decir, obvio hasta el punto de resultar ridículo.
Jacques II de Chabannes, contrariamente a lo que pueda pensarse no fue autor de ninguna perogrullada. En realidad el término deriva de un escrito compuesto por sus soldados, en el que se quería ilustrar el valor de su comandante durante el asedio de Pavía (1525), durante el cual murió.
Uno de los versos parece decir así:
Hélas, Monsieur de La Palice/ il é mort devant Pavie / Hélas, s'il n'était pas mort / il serait encore en vie
El Señor de La Palice ha muerto / Murió cerca de Pavía / Si no estuviese ya muerto / Estaría todavía con vida
Si bien, lo más probable es que se trate de un error de lectura, siendo lo correcto: «Hélas, Monsieur de La Palice/ il é mort devant Pavie / Hélas, s'il n'était pas mort / il ferait encore envie» (…Si no estuviese muerto / todavía provocaría envidias). Ya que la caligrafía de ese entonces tenía signos muy parecidos para la ‘’s’’ y la ‘’f’’, la conocida s larga, además de que los espacios entre letras conducían a equívocos con frecuencia, con lo que envie (envidia) pudo leerse como en vie, es decir, “en vida”.

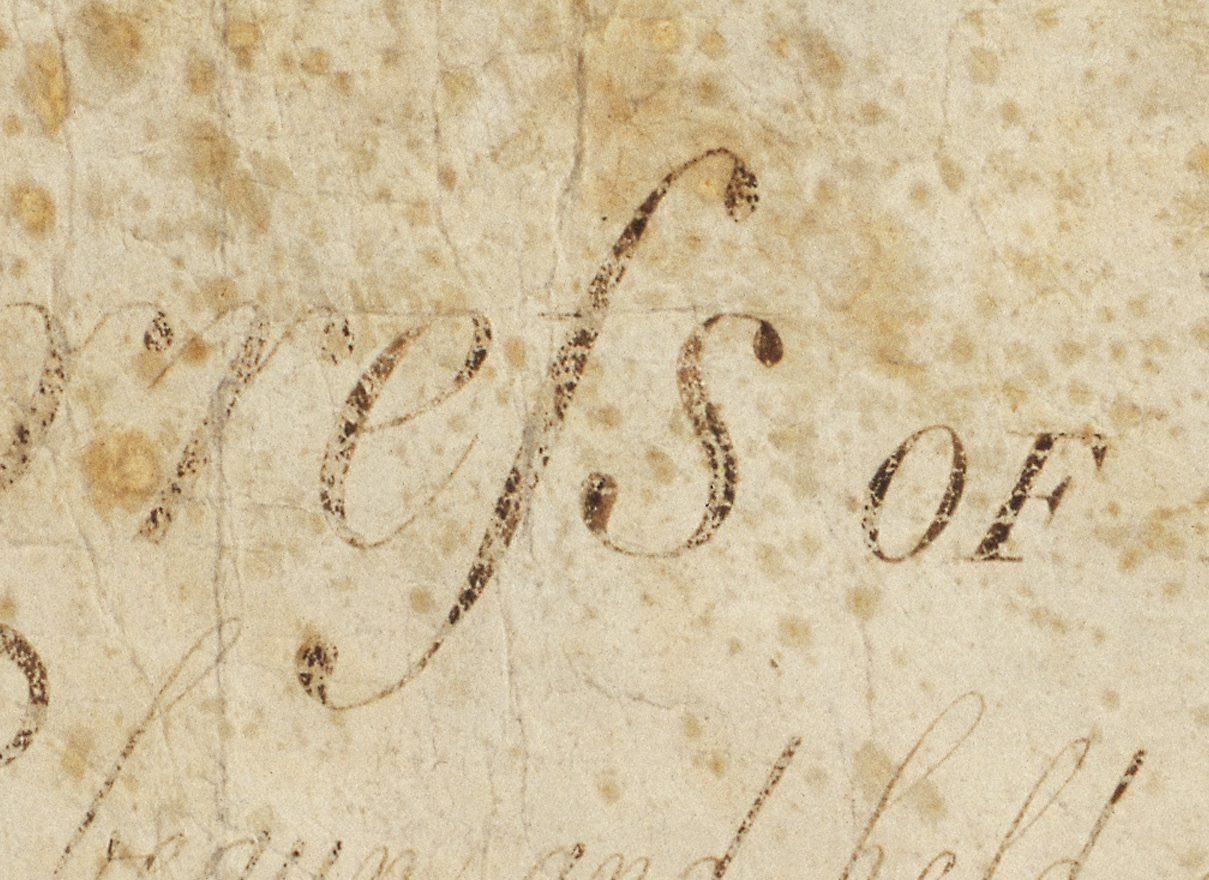
Una "s" larga antes de una corta en la Declaración de Independencia de los Estados Unidos.

El curioso obituario fue “descubierto” más de un siglo después por un académico francés (Bernard de la Monnoye, 1641-1728) que parodiando la obviedad, compuso una canción en la que al verso ya mencionado, le añadió unas cuantas de su cosecha. Esta canción, de mucho éxito en tiempos de la Monnoye, cae en el olvido hasta que en el siglo XIX la redescubre Edmond de Goncourt, fundador de la editorial francesa que lleva su nombre y editor de periódicos, acuñó el término lapalissade, para indicar una afirmación obvia y por tanto, en sí misma inútil. En francés, es utilizado como sustantivo, mientras que en italiano se utiliza el adjetivo derivado lapalissiano. La ortografía en ambos casos proviene del nombre moderno del pueblo de Lapalisse (en Auvernia), en la que se encuentra el castillo que fue residencia de Jacques de La Palice.
Seguramente, el Señor de La Palice habría preferido la versión original del poema, siendo recordado por algunos pocos eruditos historiadores. Pero la casualidad ha querido que a día de hoy, franceses e italianos lo mienten cotidianamente, aunque no tengan porqué conocer absolutamente nada de sus gestas y su valor en la batalla.
Desde ahí, cuando dices algo muy obvio, tu locutor te contesta : « La Palice habría dicho otro tanto. » (en francés "La Palice en aurait dit autant.")

## La canción
Señores, gustad de oír
el aria del famoso La Palisse,
que os podrá hacer reir
Si con ella os divertís

La Palisse poco o nada tenía
Nada más nacer,
pero poco le faltó
cuando muchas riquezas poseía

Viajaba voluntarioso,
corriendo por todo el reino
Cuando se encontraba en Poitiers,
Seguro no lo veían en Vendôme!

Se divertía a bordo de un bote
y, fuese en paz o en guerra,
iba siempre por agua
si no viajaba por tierra

Bebía cada mañana
algo de vino de la barrica
A las comidas con los vecinos
él mismo iba en persona.

Quería para comer bien
viandas tiernas y sabrosas
y celebraba siempre el Martes de Carnaval
las vísperas del Miércoles de Ceniza

Brillante como el sol
con sus cabellos rubios.
No habría tenido par
Si hubiese sido único.

Tenía muchos talentos,
pero una cosa era cierta:
cuando escribía en verso,
no escribía en prosa.

Fue, en honor a la verdad,
un bailarín mediocre,
pero no habría cantado mal,
de haberse quedado callado.

Se cuenta que nunca
hubiera tomado la decisión
de cargar sus dos pistolas
si no llevaba munición.

Muerto el Señor de la Palisse,
muerto cerca de Pavía,
Un cuarto de hora antes de morir,
respiraba todavía.

Fue por mala suerte
herido por una mano cruel,
Se piensa, visto que murió,
que la herida fuese mortal.

Llorado por sus soldados,
murió digno de envidia,
y el día de su deceso
fue el último de su vida.

Murió un viernes,
el último de su edad,
Si hubiese muerto el sábado,
habría vivido algo más.
Messieurs, vous plaît-il d'ouïr
l'air du fameux La Palisse,
Il pourra vous réjouir
pourvu qu'il vous divertisse.

La Palisse eut peu de biens
pour soutenir sa naissance,
Mais il ne manqua de rien
tant qu'il fut dans l'abondance.

Il voyageait volontiers,
courant par tout le royaume,
Quand il était à Poitiers,
il n'était pas à Vendôme!

Il se plaisait en bateau
et, soit en paix soit en guerre,
Il allait toujours par eau
quand il n'allait pas par terre.

Il buvait tous les matins
du vin tiré de la tonne,
Pour manger chez les voisins
il s'y rendait en personne.

Il voulait aux bons repas
des mets exquis et forts tendres
Et faisait son mardi gras
toujours la veille des cendres.

Il brillait comme un soleil,
sa chevelure était blonde,
Il n'eût pas eu son pareil,
s'il eût été seul au monde.

Il eut des talents divers,
même on assure une chose:
Quand il écrivait en vers,
il n'écrivait pas en prose.

Il fut, à la vérité,
un danseur assez vulgaire,
Mais il n'eût pas mal chanté
s'il avait voulu se taire.

On raconte que jamais
il ne pouvait se résoudre
À charger ses pistolets
quand il n'avait pas de poudre.

Monsieur d'la Palisse est mort,
il est mort devant Pavie,
Un quart d'heure avant sa mort,
il était encore en vie.

Il fut par un triste sort
blessé d'une main cruelle,
On croit, puisqu'il en est mort,
que la plaie était mortelle.

Regretté de ses soldats,
il mourut digne d'envie,
Et le jour de son trépas
fut le dernier de sa vie.

Il mourut le vendredi,
le dernier jour de son âge,
S'il fut mort le samedi,
il eût vécu davantage.
La Chanson de La Palisse
Bernard de la Monnoye (1641-1728)